# Mixopsis gorgoniaria
Mixopsis gorgoniaria là một loài bướm đêm trong họ Geometridae.